# Ганьюй
Ганьюй (кит. упр. 赣榆, пиньинь Gànyú) — район городского подчинения городского округа Ляньюньган провинции Цзянсу (КНР).

## История
Ещё во времена первого в истории Китая централизованного государства — империи Цинь — здесь был создан уезд Ганьюй (赣榆县). Вскоре после основания империи Хань один из первых императоров передал эти земли в качестве удельного владения одному из своих приближённых, и уезд прекратил своё существование.
В последующие века административное устройство этих земель не раз менялось, уезд с названием «Ганьюй» создавался снова и опять расформировывался. Во времена империй Суй, Тан и Сун на этих землях существовал уезд Хуайжэнь (怀仁县). В 1167 году он опять был переименован в уезд Ганьюй, и в таком виде просуществовал до окончательного падения монархии в Китае.
Когда во время гражданской войны эти земли в конце 1947 года перешли под контроль коммунистов, то уезд Ганьюй был переименован в Чжутин (竹庭县). После образования КНР ему было возвращено название Ганьюй, и он вошёл в состав Специального района Линьи (临沂专区) провинции Шаньдун.
В 1953 году уезд был передан в состав провинции Цзянсу, где вошёл в состав Специального района Сюйчжоу (徐州专区). В 1983 году округ Сюйчжоу был расформирован, и уезд был передан под юрисдикцию Ляньюньгана.
В 2014 году уезд Ганьюй был преобразован в район городского подчинения.

## Административное деление
Район делится на 15 посёлков.

## Экономика
Район Ганьюй является одним из крупнейших в стране центров по разработке и производству крышек для бутылок. По состоянию на 2022 год здесь располагалось более 80 предприятий, которые занимались литьём под давлением пластиковых крышек. Эти фабрики, на которых занято свыше 6 тыс. сотрудников, ежегодно производили более 1 миллиарда крышек для винных бутылок.
Также Ганьюй известен своими крабами-плавунцами.